# Nadal lubię... życie inaczej
Nadal lubię... życie inaczej – druga płyta Beat Squadu. Ukazała się nakładem Blend Records w 2001. Album promował teledysk do utworu „Familia / Kuzyni” z udziałem DonGURALesko.

## Lista utworów
1. „Cenniejsze niż złoto” – 4:29
2. „Czyżby” – 4:00
3. „Familia / Kuzyni” (gośc. DonGURALesko) – 5:24
4. „Fatamorgana” – 4:22
5. „Sprawdź mojego gracza” – 2:49
6. „Dalsze rozmowy (tym razem na dwie głowy)” – 3:04
7. „Beczka śmiechu (wstęp)” – 0:07
8. „Po raz drugi degustacja” – 3:18
9. „Nadal lubię” (gośc. DonGURALesko) – 4:50
10. „Zioła przypomnienia kontra miody zapomnienia” – 2:17
11. „Wesoła bryka” – 2:54
12. „Kolejne takie chwile” – 2:55
13. „Życie inaczej” – 5:31
14. „Beczka śmiechu (puenta)” – 0:15
15. „W dobrym humorze” – 3:35
16. „Zabawa (przedstawienie)” – 3:51
17. „Niebawem się dowiecie” (gośc. Killaz Group) – 6:21
18. „Kuzyn Barni napiera solo” – 2:03
19. „Człowiek taki jak ja” – 4:36